# María Jesús Viguera Molins
María Jesús Viguera Molins (Ferrol, 10 de febrero de 1945) es filóloga e historiadora española, académica de la Real Academia de la Historia.

## Biografía
Ha trabajado como profesora en la Universidad Autónoma de Madrid y en la Universidad de Zaragoza. Desde 1983 es catedrática de Estudios Árabes e Islámicos en la Universidad Complutense de Madrid.
Dirige la revista Hesperia. Culturas del Mediterráneo y codirige la colección Horizontes de al-Andalus.

## Distinciones
- Académica correspondiente de la Real Academia de Buenas Letras de Barcelona (1990).
- Académica correspondiente de la Real Academia de Córdoba, de Ciencias, Bellas Letras y Nobles Artes (1994).
- Académica de Número de la Real Academia de la Historia (2015).[2]
- Académica de Número de la Real Academia Extremeña de las Letras y las Artes (2016)
- Condecoración de la Orden de al-Wisam al-Alawi, Reino de Marruecos (2007).
- Cuarto premio (modalidad libros de arte), concedido por el Ministerio de Educación y Cultura (Dirección General del Libro, Archivos y Bibliotecas) por el libro, en que he participó como coautora: "Casas y palacios de al-Andalus", Madrid-Granada, Fundación de El Legado Andalusí (1995).[3]
- Miembro del Comité de Honor de la Cátedra al-Andalus/Magreb, Universidad Adolfo Ibáñez de Chile (Peñalolén, Santiago Chile) (2011).
- Miembro de Honor del Centro de Estudios Históricos de Granada y su Reino (Granada) (2011).

## Entidades con las que ha colaborado
- Al-Qantara
- Asociación Española de Orientalistas (1968)
- Biblioteca Viva de al-Andalus (miembro de la Comisión de actividades culturales 2009)
- Cuadernos de Medio Oriente (Costa Rica)
- Encyclopédie Berbère (Aix-en-Provence)
- Estudios de Historia de España (Buenos Aires)
- Hamsa (Universidades de Lisboa y de Évora)
- Magriberia (Fez)
- Qurtuba. Estudios andalusíes (Universidad de Córdoba, España)
- Revista del Instituto Egipcio (Madrid)
- Sociedad Arqueológica de Extremadura (fundadora y vicepresidenta 1998-2002)
- Sociedad Española de Ciencias de las Religiones (fundadora 1993)
- Sociedad Española de Estudios Medievales (1982)
- Sociedad Española de Estudios Árabes (fundadora 1993)
- Sociedad Española de Literatura Comparada (miembro de la Junta Directiva 1996-2000)
- Union Européenne d'Arabisants et d'Islamisants (1974)

## Publicaciones
- De las taifas al reino de Granada: Al-Andalus, siglos XI-XV, Temas de hoy, 1995. ISBN 8476792859
- Los reinos de taifas y las invasiones magrebíes: (Al-Andalus del XI al XIII), Barcelona, RBA, 2006